# Dato Saudi Ampatuan
Dato Saudi Ampatuan es un municipio filipino de la provincia de Maguindánao.

## Barangayes
Datu Saudi-Ampatuan se divide políticamente a 14 barangayes.
- Bakat
- Dapiawan
- Elián
- Ganta
- Gawang
- Inaladan
- Kabengi
- Kitango
- Kitapok
- Madia
- Pagatin
- Penditen
- Salbu
- Sambulawan